# Wolfgang Mascher
Wolfgang Mascher (* 5. Oktober 1947 in Göttingen; † 11. Januar 1989) war ein deutscher Schauspieler und Synchronsprecher.

## Leben
Er wuchs in British Columbia (Kanada) auf und sammelte dort erste Bühnenerfahrungen. Nach dem Abitur in Hamburg absolvierte er 1968/69 das Richard-Strauss-Konservatorium München. 1971 debütierte er am Stadttheater Ingolstadt, wo er bis 1976 tätig war. Hier spielte er den 1. Schüler in Fegefeuer in Ingolstadt, Abram in Jagdszenen aus Niederbayern, Don Luis in Calderons Dame Kobold, August jun. in Kohouts August, August, August, Baby in Dorothy Lanes Happy End und Toffolo in Viel Lärm in Chiozza. 
1976 bis 1978 agierte er im Theater in der Briennerstraße in München in Neumanns Schwarzer Jahrmarkt und Frederick Knotts Warte, bis es dunkel ist. Im Theater an der Wien war er 1977 in Das Glas Wasser und in dem Musical Mayflower zu sehen.
Von 1979 bis 1982 gehörte er dem Bayerischen Staatsschauspiel an. Er verkörperte unter anderem Euphorion in Faust II und Tavernier in Labiches Der Florentinerhut. Von 1981 an spielte er im Staatstheater am Gärtnerplatz. Rollen dort waren Bill in Kiss me Kate, Gustl in Das Land des Lächelns und Puck in Ein Sommernachtstraum.
Im Fernsehen gehörte er 1978 zur Stammbesetzung von Michael Pfleghars Comedyserie Die Gimmicks. Zusammen mit Margit Geissler moderierte er die Deutsche Vorentscheidung zum Eurovision Song Contest 1985 Ein Lied für Göteborg.

## Filmografie
- 1977: Planübung
- 1978: Die Gimmicks (Serie)
- 1979: Grille und Ameise
- 1982: Duett im Zwielicht
- 1985: Daniel und die Feen
- 1985: Alte Sünden rosten nicht
- 1985: Ein Lied für Göteborg
- 1985: Lieder der vier Jahreszeiten
- 1988: Tatort – Die Brüder